# 小行星3605
小行星3605（3605 Davy）是一颗绕太阳运转的小行星，为主小行星带小行星。该小行星于1932年11月28日发现。

## 轨道参数
小行星3605的轨道半长轴为2.2516154 UA，离心率为0.080。